# Kajyngdy (jezioro)
Kajyngdy (kaz.: Қайыңды көлі, Kajyngdy köly; ros.: Каинды, Kaindy) – jezioro w południowo-wschodnim Kazachstanie, w górach Küngej Ałatau, ok. 130 km od Ałmaty. Leży w wąwozie rzeki Kajyngdy (która przepływa przez jezioro) na wysokości 1867 m n.p.m. Długość jeziora wynosi ok. 400 m, a maksymalna głębokość około 30 m. Temperatura wody w jeziorze Kajyngdy jest niska i nawet latem nie przekracza 6 °C.
Jezioro powstało w wyniku trzęsienia ziemi w 1910 lub 1911 roku Spadające wapienne skały utworzyły naturalną tamę, a dno wąwozu wypełniło się wodą. Rosnące w wąwozie drzewa utworzyły podwodny las. Występuje tam pstrąg, a dzięki krystalicznie czystej wodzie oprócz wędkarzy jezioro odwiedzane jest także przez pasjonatów nurkowania w ciągu całego roku.